# Cranzahl
Cranzahl ist ein Ortsteil der sächsischen Gemeinde Sehmatal im Erzgebirgskreis.

## Geografie

### Lage

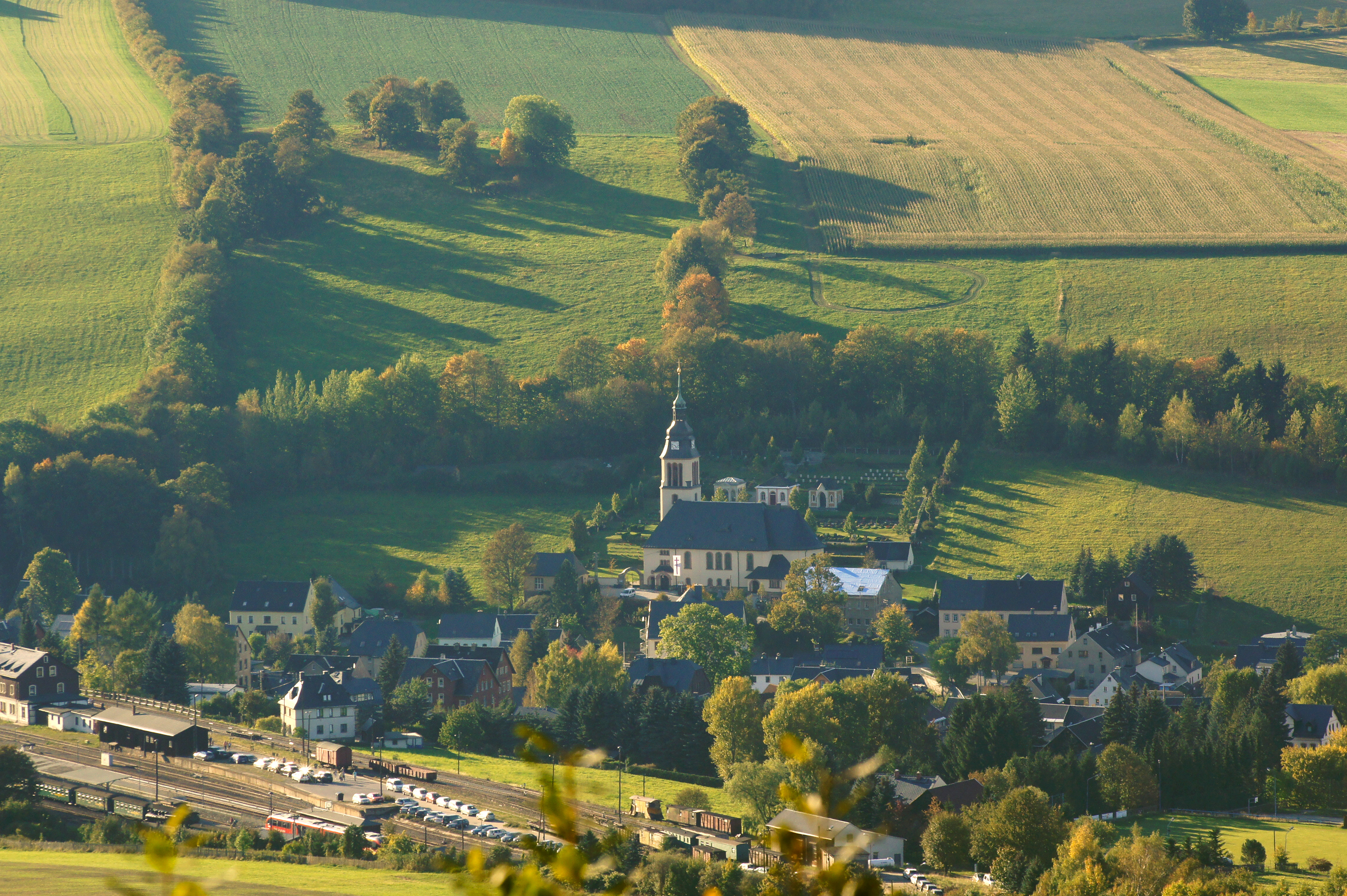
Blick vom Bärenstein (Erzgebirge) auf den Bahnhof und die Himmelfahrtskirche in Cranzahl

Cranzahl liegt etwa 7 Kilometer südlich von Annaberg-Buchholz im Erzgebirge. Die Ortslage erstreckt sich über etwa 3,5 Kilometer entlang der Sehma. Im Osten der Gemeinde liegt der 898 m ü. NN hohe Bärenstein sowie die 1949–1952 erbaute Talsperre Cranzahl.
Durch den Ort führt die Staatsstraße 266 Cunersdorf–Hammerunterwiesenthal, über die Kreisstraße 7131 besteht zudem Anschluss an die östlich von Cranzahl verlaufende Bundesstraße 95 Chemnitz–Oberwiesenthal.

### Nachbarorte
| Walthersdorf | Sehma                                       | Königswalde           |
| Crottendorf  | Kompassrose, die auf Nachbargemeinden zeigt | Kühberg               |
| Neudorf      |                                             | Bärenstein, Stahlberg |

## Geschichte

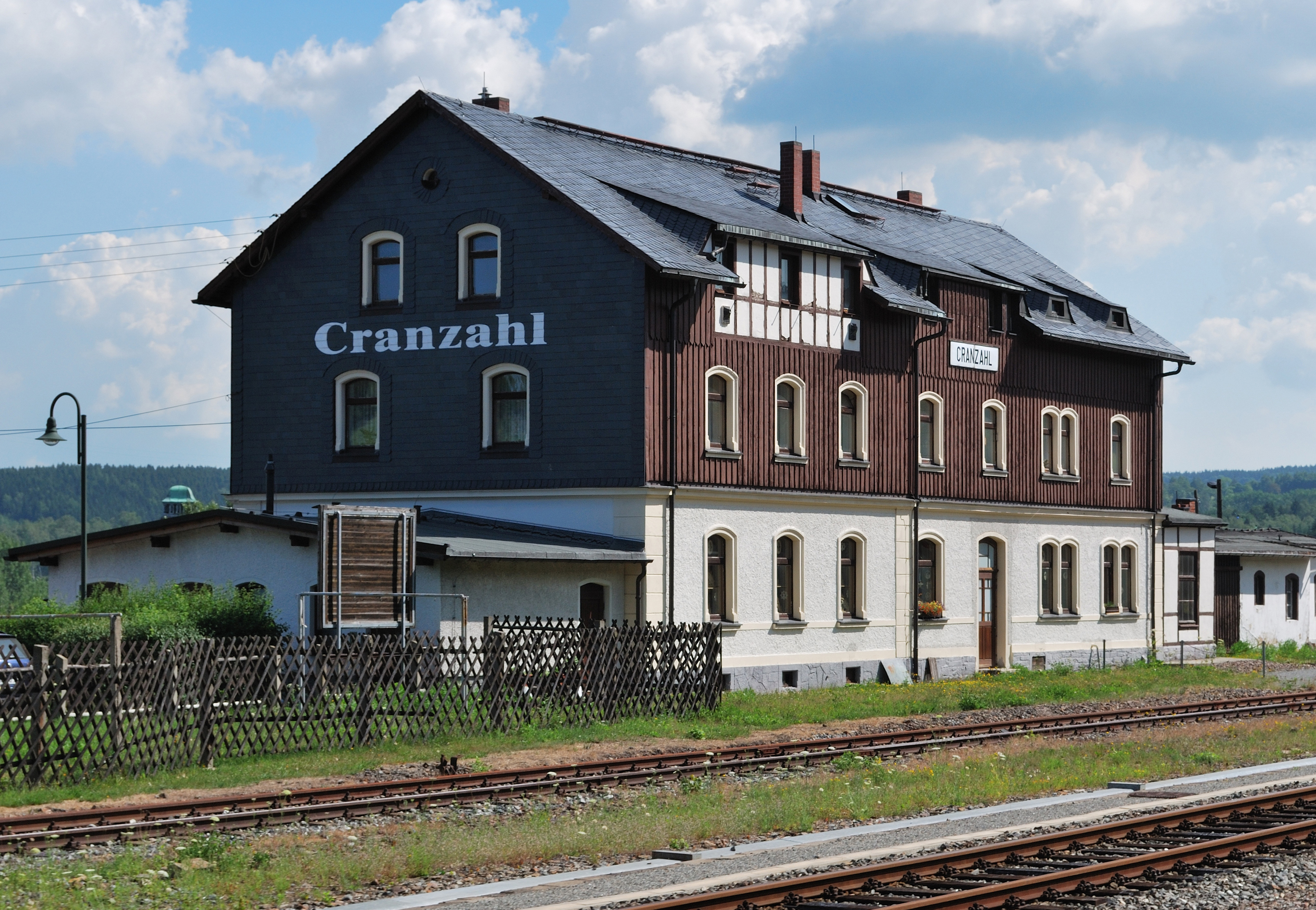
Bahnhof Cranzahl, Halt der Zschopautalbahn und Ausgangspunkt der Schmalspurbahn Cranzahl–Kurort Oberwiesenthal

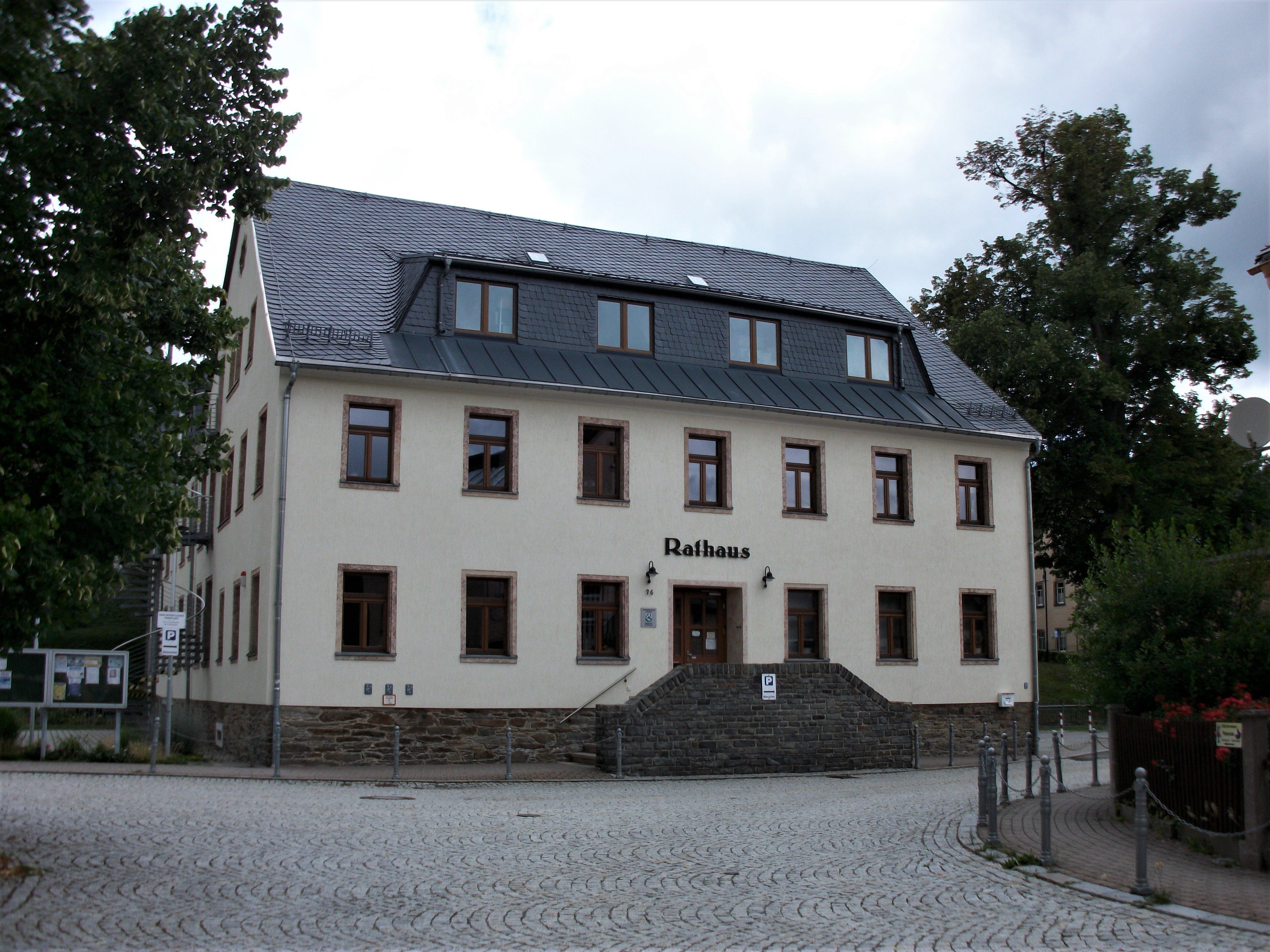
Rathaus Sehmatal (ehemalige Mittelschule Cranzahl)

Die erste Erwähnung des Ortes als Crahenzal datiert von 1367 in einer Urkunde, ausgestellt von Kaiser Karl IV. in Stollberg. Der Ort gehörte, nach der Abtretung des so genannten „Prager Zipfels“ an das Erzbistum Prag, zu dem 1235 gegründeten Kloster Grünhain. Die Besiedelung soll um 1150 durch mainfränkische Bauern erfolgt sein. Als mögliche Gründe für die Ansiedlung können der Bergbau und die Lage an der Salzstraße, die damals von Halle nach Böhmen führte, angesehen werden. Im Jahr 1529 wurde im Gebiet des Klosters Grünhain, zu dem Cranzahl gehörte, die Reformation eingeführt. Bis 1556 mussten die Einwohner von Cranzahl nach Schlettau in die Kirche gehen. 1556 veranlassten drei Cranzahler Bürger den Bau einer Kirche im Ort auf eigene Kosten. Dieses Gebäude wurde im Jahr 1910 durch das heutige Gotteshaus ersetzt. August Schumann nennt 1818 im Staats-, Post- und Zeitungslexikon von Sachsen Cranzahl betreffend u. a.: 

„Das Dorf hat über 100 Häuser und gegen 650 Einwohner. An der Sehma liegen zwei Mühlen.“

Am 3. August 1872 erhielt Cranzahl mit der gleichnamigen Haltestelle Eisenbahnanschluss an der Zschopautalbahn. Mit Baubeginn im April 1896 und Eröffnung der Schmalspurbahn Cranzahl–Kurort Oberwiesenthal am 20. Juli 1897, welche in Cranzahl ihren Ausgangspunkt hat, erfolgten umfangreiche Erweiterungen der Bahnanlagen sowie die Aufstufung zum Bahnhof.
Neben der Land- und Forstwirtschaft war bis in das 16. Jahrhundert der Erzbergbau eine bedeutsame Erwerbsquelle. Danach erlangte das Posamentierhandwerk Bedeutung.
1876 erfolgte die Gründung des „Dampfsäge- und Hobelwerk / Bau- und Nutzholzhandlung“ in Cranzahl. 1896 beschäftigte dieses 20 Mitarbeiter. 1972 erfolgte die Verstaatlichung des Unternehmens, 1990 wurde es reprivatisiert. In der Folgezeit wurden die technischen Anlagen dem jeweiligen Stand der Technik angepasst und 1995 das Produktionsspektrum erweitert. Das Unternehmen firmierte als „Säge- und Hobelwerk Cranzahl GmbH“. Aufgrund einer Insolvenz wurde Anfang 2013 der Betrieb eingestellt.
1895 wurde mit dem Bau eines späteren Hauptgebäudes und der Herstellung von Holzartikel der Grundstock für die 1910 gegründete „Erzgebirgische Tüllweberei mbH Cranzahl“ gelegt. In jenem Jahr erfolgte die Umstellung der Produktion von Holz- auf Textilindustrie, die Herstellung von Tüll und Papiergarn. Das Unternehmen war zu dieser Zeit Heereslieferant der Kaiserlichen Armee – aus Papiergarn wurden Sandsäcke für den Ersten Weltkrieg hergestellt. 1917 wurde das Unternehmen in eine Aktiengesellschaft umgewandelt, es erfolgte eine Erweiterung des Produktionsspektrums um Näh-, Stick- und Häkelgarne sowie Kettenwirkerei. 1921 wurde eine Färberei errichtet.
1953 wurde das Unternehmen in Volkseigentum überführt und 1957 die Textilwerke Cranzahl mit der Cunersdorfer Wirkwarenfabrik zum „VEB Cunersdorfer Wirkwarenfabrik“ mit Sitz in Cranzahl sowie etwa 1000 Beschäftigten vereinigt. Von 1959 bis 1966 wurde auf Basis der Malimotechnik produziert. 1966 erfolgt die Umbenennung in „VEB Eminett Cranzahl“, Produkte waren neben weiteren Nachtwäsche, Traningskleidung, Trikotagen und T-Shirts/Sweatshirts.
1991 erfolgte die Gründung der „Textilveredlung Erzgebirge GmbH & Co. KG“ als Schwesterbetrieb der „Lindenfarb Textilveredlung Julius Probst GmbH & Co. KG“ mit seinerzeit 60 Beschäftigten. In der Folgezeit wurden Maschinen und Anlagen modernisiert sowie die Produktionskapazitäten erweitert, 2007 beschäftigte das Unternehmen etwa 185 Mitarbeiter.
Am 1. Januar 1999 erfolgte der Zusammenschluss der bis dahin eigenständigen Gemeinden Cranzahl, Neudorf und Sehma zur Gemeinde Sehmatal.

### Entwicklung der Einwohnerzahl
| Jahr    | Einwohnerzahl                                         |
| ------- | ----------------------------------------------------- |
| 1548/51 | 31 besessene Mann, 13 Gärtner, 23 Inwohner, 5 ⅜ Hufen |
| 1764    | 32 besessene Mann, 5 Gärtner, 32 Häusler, 5 ⅜ Hufen   |
| 1834    | 900                                                   |
| 1871    | 1381                                                  |
| 1890    | 1764                                                  |

| Jahr | Einwohnerzahl |
| ---- | ------------- |
| 1910 | 2435          |
| 1925 | 2366          |
| 1939 | 2401          |
| 1946 | 2645          |
| 1950 | 3918          |

| Jahr | Einwohnerzahl |
| ---- | ------------- |
| 1964 | 2654          |
| 1990 | 2380          |
| 1998 | 2265          |

### Himmelfahrtskirche Cranzahl

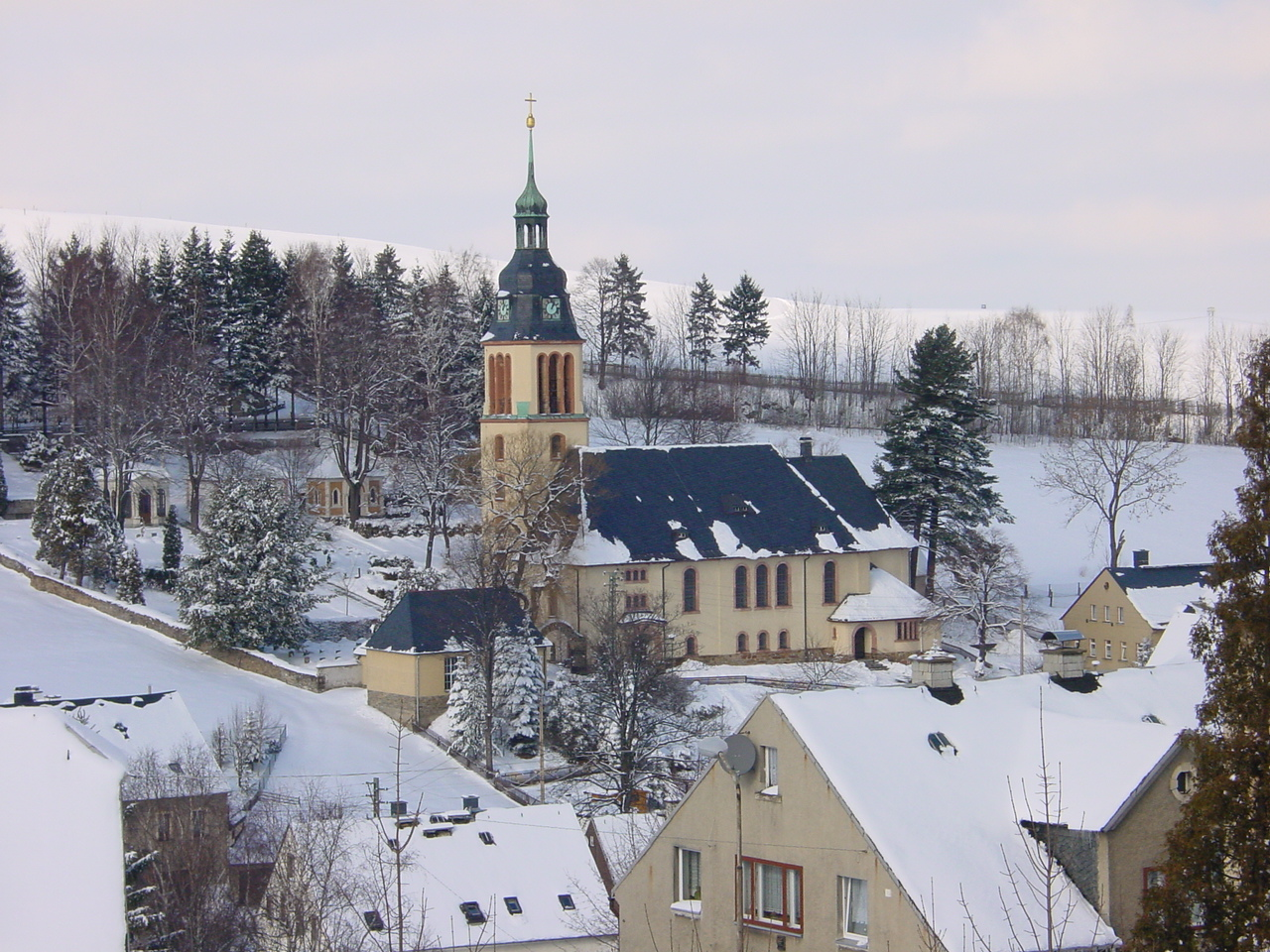
Himmelfahrtskirche (Februar 2001)

Vor 1556 gehörte Cranzahl zur Parochie Schlettau. Die Beschwernisse beim Kirchgang nach Schlettau – vor allem im Winter – veranlasste eben im Jahre 1556 die Cranzahler Bürger Jacobus Reppel, Köhler und Gerichtsschöffe Georg Födisch sowie den namentlich nicht bekannten Besitzer der Roten Mühle, den Bau einer eigenen Kirche auf ihre Kosten durchzuführen.
Wegen Baufälligkeit wurde der Dachreiter aus Anlass des 300-jährigen Jubiläums 1856 abgebrochen und an der Südseite der Kirche ein massiver Turm errichtet, der es ermöglichte, das Geläut ab 1859 wieder ohne Gefahr erklingen zu lassen. Nachdem 1906 die mittlere Glocke zersprang, wurde in der Folge ein komplett neues Geläut angeschafft. Als dieses am 6. Mai 1907 ankam, stellte sich heraus, dass der Turm dieses nicht ohne größere Umbauten aufnehmen konnte. Daraufhin wurde der Turm bis zur Glockenstube abgebrochen, ein neuer Glockenstuhl und eine neue Turmhaube aufgesetzt. Ende 1907 erhielt der seine heutige Gestalt.
1910 entschloss sich der Kirchenvorstand zu einem Abriss des Kirchengebäudes und anschließendem Neubau. Die Pläne stammen von Architekt Woldemar Kandler, die Ausführung übernahm das Baugeschäft Götze aus Annaberg. Am 17. Mai 1910 begann der Abriss, am 3. Juli war Grundsteinlegung und bereits am 19. Dezember Kirchweih.
Die Orgel von 1911 wurde von Jehmlich Orgelbau Dresden geschaffen, 1954 erneuert und umdisponiert. Nachdem die Glocken zu Rüstungszwecken im Zweiten Weltkrieg abgenommen wurden, erhielt die Kirche 1949 vier neue Stahlglocken.
1987/88 wurde die Originalbemalung von 1910 wiederhergestellt, seit 2002 fanden und finden diverse Erneuerungsmaßnahmen statt. So wurde im Jahr 2006 der Glockenstuhl saniert. In diesem Zuge wurden die vier vorhandenen Eisenhartgussglocken durch Bronzeglocken ersetzt. Der Glockenguss fand in der Kunst- und Glockengießerei Lauchhammer statt.

## Gedenkstätten
- Gedenktafel von 1977 am Haus Dorfstraße 8 für einen namentlich bekannten polnischen Zwangsarbeiter, der während des Zweiten Weltkrieges nach Deutschland verschleppt wurde und ums Leben kam. Im Beisein seiner Leidensgenossen wurde er im Waldstück Sorge von der Gestapo ermordet.

## In Cranzahl geborene Persönlichkeiten
- Georg Christoph Kreyßig (1697–1758), Buchhändler und Regionalhistoriker
- Fritz Voigt (1910–1993), Verkehrswissenschaftler und Ökonom
- Georg Friedrich Saalborn (1924–1997), Formgestalter und Hochschullehrer
- Joachim Körner (1925–2012), Jurist, Politiker (SPD) und Verwaltungsbeamter